# Jeff Kaplan
Jeffrey „Jeff“ Kaplan ( narozen 4. listopadu 1972) byl herní vývojář a působil jako výkonný ředitel společnosti Blizzard Entertainment. Je známý pro svou práci v navrhování prvků hry World of Warcraft a je také bývalým vedoucím designérem ve hře Overwatch.

## Mládí
Kaplan byl během školních let nadšený hráč, ale kvůli jeho chybějícím znalostem programování si nikdy nemyslel, že bude schopen vybudovat kariéru v herním průmyslu. Zpočátku se snažil získat vysokoškolské vzdělání v oboru filmu, ale nakonec získal titul v oboru tvůrčího psaní na Univerzitě Jižní Kalifornie. Poté, co pracoval jako stážista pro Universal Pictures, se rozhodl získat titul absolventa kreativního psaní na New York University. Následně působil v náboru firmy svého otce, přičemž se snažil zveřejňovat své příběhy. Bohužel nebyl moc úspěšný a v jednom roce dostal více než 170 zamítnutí. V roce 2000 se rozhodl upustit od tvůrčího psaní a začal trávit čas hraním videoher a také se snažil modifikovat hry Duke Nukem 3D a Half-Life.

## Kariéra

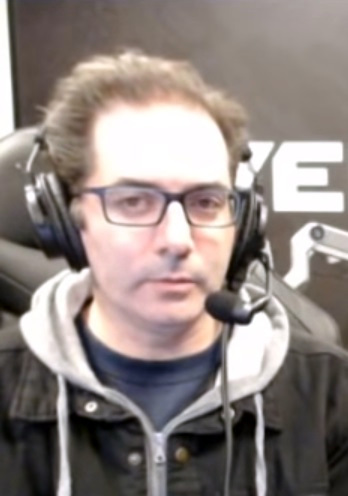
Jeff Kaplan

Kaplan se zapojil do masivně multiplayerové online hry (MMO) Everquest. Pod jeho online jménem "Tigole" vstoupil do cechu "Legacy of Steel" a stal se uznávaným hráčem pro své úspěchy a také díky článkům o hře na cechové stránce, kde hovořil o svých pokusech dělat mapy. Toto upoutalo vedoucího designéra Roba Parda ve společnosti Blizzard Entertainment, který pracoval na hře Warcraft III. V roce 2001 Pardo pozval Kaplana do kanceláře Blizzard v Los Angeles. Během návštěvy byl představen několika dalším členům cechu a také mu byl ukázán již oznámený projekt MMO World of Warcraft (WoW), na kterém ještě pracovali. V dalších několika měsících se tato setkání opakovala. Poté, co byl projekt ohlášen, Pardo navrhl, aby se Kaplan stal quest designerem. Kaplan byl přijat v květnu 2002.
Kaplanova počáteční práce u společnosti Blizzard Entertainment byla, že pomáhal s ověřením kvality Warcraft III: Reign of Chaos před vypuštěním na trh. Po vydání Warcraft III se připojil k týmu jako jeden z návrhářů questů spolu s Patem Naglem, a také úzce spolupracoval s kreativním režisérem Chrisem Metzenem. Kaplanova práce se soustředila na prvky prostředí WoW. Jeho práce byla quest design a celková estetika Dungeonů a raidů. Nakonec byl jmenován herním ředitelem pro WoW, spolu s Tomem Chiltonem a J. Allenem Brackem.
V únoru 2009, Kaplan oznámil, že odstoupí jako herní ředitel pro WoW, aby vyměnil svou roli u Blizzardu za novou roli v neohlášené MMO, která se později objevila jako Titan. Kaplan se rozhodl skočit na nový projekt a doufal, že vytvoří stejně úspěšný projekt jako byl World of Warcraft. Titan byl považován za ambiciózní projekt, navržen jako FPS (first person shooter), ale měl velmi dlouhé vývojové období a Kaplan ho nazval "velmi přeplněným a zmateným". Titan byl oficiálně zrušen v září 2014.
Nicméně, před oficiálním zrušením Titanu, byl již na začátku roku 2013 vývoj hry zastaven a všech 40 členů týmu Titan bylo přiděleno k jiným projektům. Kaplan a Metzen byli pověřeni managementem, aby do několika týdnů přišli s novým nápadem, jinak by byli také přeřazeni. Kaplan a Metzen tým vedli k tomu, aby vzal několik prvků z Titanu a vytvořili team-based střílečku, která byla později vydána pod názvem Overwatch. S tímto projektem, schváleným Blizzardem, se stal Kaplan herním ředitelem, s Metzenem jako kreativním ředitelem. Overwatch se stal pro Blizzard mimořádně úspěšným titulem, který vydělal více než 1 mld. dolarů v tržbách prvního roku a získal více než 30 milionů hráčů po celém světě. Kaplan úzce spolupracoval s Hassanem Suleimanem a Nickem Jerbicem, kteří navrhli postavy do hry Overwatch. Kaplan se pak stal veřejnou tváří Blizzardu v propagaci a interakci s fanoušky, pravidelně se věnuje online fóru a vytváří videa o aktualizacích hry Overwatch.
V roce 2017 získal Kaplan cenu Vanguard Award na festivalu Fun & Serious Game Festival, který se koná ve španělském městě Bilbao.
Dne 20. dubna 2021 společnost Blizzard oznámila, že Kaplan po 19 letech ze společnosti odchází a jeho roli v dohledu nad hrou Overwatch převezme Aaron Keller. 20. dubna 2021 proto byla plánována pocta Kaplanovi, která měla být obsažena ve hře Overwatch 2 v podobě názvu prodejny na pozadí "Jephs Corner Pizza" na mapě New York City, nicméně tento odkaz byl zřejmě odstraněn poté, co společnost Blizzard zavedla novou politiku proti zahrnutí odkazů na osoby ze skutečného světa do svých her.

## Seznam her
| Rok  | Titul                                     | Role                           | Poznámky |
| ---- | ----------------------------------------- | ------------------------------ | -------- |
| 2002 | Warcraft III: Reign of Chaos              | Designer                       |          |
| 2004 | World of Warcraft                         | Designer, Herní ředitel        |          |
| 2007 | World of Warcraft: The Burning Crusade    | Designer                       |          |
| 2008 | World of Warcraft: Wrath of the Lich King | Designer                       |          |
| 2013 | Titan                                     | Designer                       | Zrušeno  |
| 2016 | Overwatch                                 | Hlavní designer, Herní ředitel |          |